# Sabine Ehlen
Sabine Ehlen (* 1966) ist eine deutsche Tänzerin und Choreografin.

## Leben
Ehlen begann im Alter von 6 Jahren mit rhythmischer Sportgymnastik, ehe sie ein achtjähriges Studium des Tanzes an der Schule von Gret Palucca in Dresden absolvierte. Sie tanzte im Ensemble der Semperoper Dresden sowie an der Deutschen Staatsoper Berlin. Mehrere Jahre war sie Solistin beim Dt. Fernsehballett des MDR. 
Sabine Ehlen ist seit Oktober 2004 Chefchoreografin beim Deutschen Showballett Berlin und verantwortet u. a. alle Showtänze in der ZDF-Samstagabendshow Willkommen bei Carmen Nebel. Sie kreierte nebenher Tänze für die Europatournee von Apassionata (2006) sowie für die deutsche Tourneeproduktion des Musicals Das Phantom der Oper (2006/07).